# Hystrichopsylla orientalis
Hystrichopsylla orientalis är en loppart som beskrevs av Smit 1956. Hystrichopsylla orientalis ingår i släktet Hystrichopsylla och familjen mullvadsloppor. Utöver nominatformen finns också underarten H. o. guentheri.